# Kristin Lavranstochter

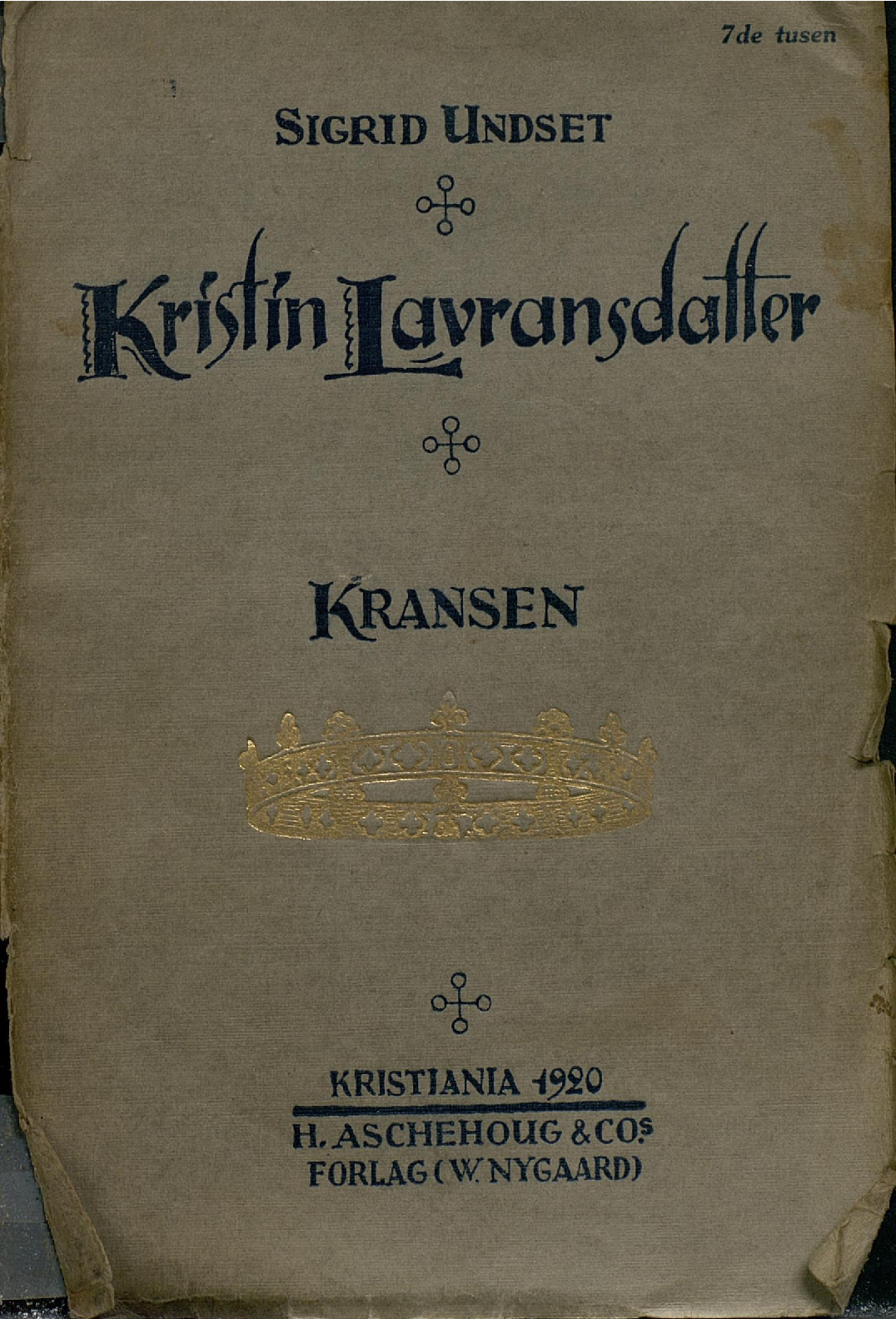
Erstausgabe des Romans

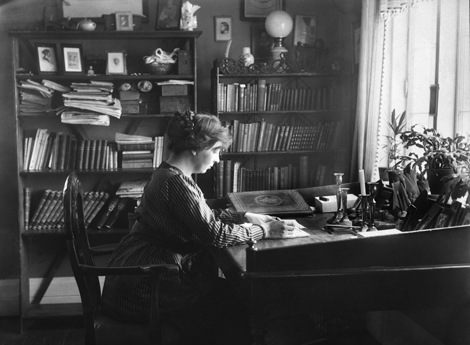
Sigrid Undset am Schreibtisch in Bjerkebæk, an dem sie Kristin Lavranstochter fertigstellte (1920er)

Kristin Lavranstochter (norwegisch Kristin Lavransdatter) ist eine Trilogie historischer Romane der norwegischen Schriftstellerin Sigrid Undset. Die einzelnen Romane sind Kransen (Der Kranz), erstmals veröffentlicht im Jahr 1920, Husfrue (Die Frau), veröffentlicht im Jahr 1921, und Korset (Das Kreuz), veröffentlicht im Jahr 1922. Dieses Werk bildet die Grundlage für die Verleihung des Nobelpreises für Literatur an Undset im Jahr 1928. Die Preisvergabe wurde hauptsächlich mit ihrer „eindrucksvollen Beschreibung der nordischen Lebensweise während des Mittelalters“ begründet. Undsets Werk wird vor allem für die historische und ethnologische Genauigkeit gelobt.

## Handlung
Der Zyklus beschreibt das Leben von Kristin Lavranstochter, einer fiktiven Edelfrau im Norwegen des 14. Jahrhunderts. Kristin wächst in Sel im Gudbrandsdalen als Tochter eines hoch geachteten und wohlhabenden Landadeligen auf. Nach einer Reihe von Konflikten in der Beziehung zu ihren Eltern und ihrem Ehemann findet sie Trost und inneren Frieden in ihrem katholischen Glauben.

### Der Kranz
Kristin Lavranstochter ist die Tochter von Lavrans, einem charismatischen, geachteten Edelmann aus einer ländlichen Gegend Norwegens, und seiner Ehefrau Ragnfrid, die nach dem Verlust von drei Söhnen im Kleinkindalter und der Lähmung ihrer jüngeren Tochter Ulvhild in Folge eines Unfalls an Depressionen leidet. In einer liebevollen und tiefreligiösen Familie aufgewachsen, entwickelt Kristin einen empfindsamen, aber eigensinnigen Charakter und widersetzt sich ihrer Familie in kleinen und großen Angelegenheiten. In jungen Jahren wird sie mit verschiedenen Tragödien konfrontiert. Eine versuchte Vergewaltigung kann sie abwehren. Als dadurch jedoch Zweifel an ihrem Ruf entstehen, wird sie in das von Benediktinerinnen geführte Nonneseter Kloster in Oslo geschickt, wo ihr Leben eine entscheidende Wendung nimmt.
Obwohl Kristin bereits mit Simon Darre, dem Sohn eines benachbarten Gutsbesitzers, verlobt ist, verliebt sie sich in Erlend Nikulaussøn vom Gut Husaby in Trøndelag. Erlend ist von der katholischen Kirche exkommuniziert worden, weil er offen mit Eline, der Ehefrau eines prominenten Richters, zusammenlebt. Eline hat ihren betagten Ehemann für Erlend verlassen und missachtet damit sowohl soziale als auch religiöse Gesetze. Eline und Erlend haben gemeinsam zwei Kinder, Orm und Margret, die keine gesetzlichen Rechte haben, da sie einer ehebrecherischen Beziehung entstammen.
Erlend und Kristin beginnen eine leidenschaftliche Romanze, die durch Erlends Verführung Kristins und ihre gemeinsame Verwicklung in Elines Tod besiegelt wird, wodurch beide in den Augen von Staat und Kirche schwere Sünden auf sich laden. Lavrans verbietet die Beziehung anfangs, doch Kristin beharrt auf ihrem Willen; der Konflikt zwischen Vater und Tochter zieht sich über drei Jahre. Schließlich stirbt Ulvhild und Lavrans hat nicht länger die Kraft, sich Kristin zu widersetzen – er willigt in die Ehe zu Erlend ein. Erlend und Kristin sind nun offiziell verlobt, doch Kristin wird noch vor der Hochzeit schwanger, was sie aus Scham vor ihrer Familie und Erlend verheimlicht. Bei ihrer Hochzeit werden Kristin daher alle Privilegien der jungfräulichen Braut zuteil – sie heiratet mit offenem Haar und trägt die in der Familie seit Generationen vererbte Brautkrone.
Dieser Abschnitt der Trilogie ist nach dem goldenen Kranz benannt, den Kristin als junges Mädchen trägt – ein Schmuck, der Jungfrauen aus adeligen Familien vorbehalten ist. Der goldene Kranz symbolisiert Kristins Unschuld vor ihrer Begegnung mit Erlend. Nachdem er sie verführt hat, ist sie nicht länger berechtigt, ihn zu tragen, tut es aber dennoch aus Angst, ihre Verfehlung zu offenbaren.

### Die Frau
Das zweite Buch beginnt mit Kristins Ankunft in Husaby. Sie bereut ihre Sünden und fürchtet um ihr ungeborenes Kind. Die Beziehung zu Erlend ist nicht länger so unbeschwert wie früher, da sie nun sieht, wie unüberlegt und verschwenderisch er mit seinem Besitz umgeht. Erlends Leidenschaft für Kristin bleibt aber unverändert. Kristin gebiert einen Sohn, Nikulaus (abgekürzt Naakkve), der zu ihrer Überraschung trotz der Umstände seiner Zeugung gesund zur Welt kommt und sich prächtig entwickelt.
Nachdem Kristin dem örtlichen Pfarrer ihre Sünden gebeichtet hat, pilgert sie zum Schrein des Heiligen Olav nach Trondheim, um dort Sühne zu leisten und sich für die Geburt eines gesunden Sohns zu bedanken. Sie spendet ihren goldenen Kranz, den sie nach ihrer Verführung durch Erlend unrechtmäßig trug, dem Schrein.
In den nächsten Jahren gebiert Kristin sechs weitere Söhne und übernimmt die Hauptverantwortung für den Haushalt. Sie muss mit Erlends Schwächen bei der Führung des Gutes zurechtkommen und sowohl die eigenen Kinder als auch jene von Erlends ehemaliger Geliebter aufziehen, während sie versucht ihrem Glauben treu zu bleiben. In diesen Jahren sterben ihre Eltern und ihre Schwester Ramborg heiratet Kristins ehemaligen Verlobten Simon Darre, der im Geheimen immer noch Kristin liebt. Ramborg ist bei der Hochzeit erst vierzehn Jahre alt, hat aber zur Heirat gedrängt, da sie seit Kindestagen in Simon verliebt ist.
Erlend übernimmt eine führende Rolle in einer Intrige gegen den König, um dessen Sohn zum Thron zu verhelfen. Teilweise aus Rache für Kristins Kälte ihm gegenüber lässt er sich auf eine Affäre mit einer anderen Frau ein, die er aber bereits nach einer Woche wieder beendet, weil Kristin in seinem Herzen immer noch den ersten Platz einnimmt. Die verschmähte Geliebte hat aber bei dieser Begegnung bei Erlend einen Brief von seinen Mitverschwörern gefunden und verrät ihn an die Staatsgewalt. Die Intrige, die gute Aussichten auf Erfolg hatte und Erlend und seine Söhne in den höchsten Adelsstand erhoben hätte, wird so durch Erlends Unbesonnenheit vereitelt. Durch die Bemühungen von Simon Darre, der Kristin zuliebe alle seinen politischen Beziehungen spielen lässt, wird Erlend vor der Hinrichtung gerettet, muss aber seinen Besitz an die Krone abtreten. Husaby ist nun verloren, das Erbe für Erlends Söhne verspielt. Als einziger Besitz verbleibt der Familie Jørundgård, der Bauernhof, auf dem Kristin ihre Kindheit verbracht hat.

### Das Kreuz
Kristin, Erlend und ihre Söhne ziehen nach Jørundgård, scheitern aber trotz Simons und Ramborgs Fürsprache daran, die Akzeptanz der Nachbarn zu gewinnen. Schicksalsschläge verstärken die familiären Bindungen und Kristins Pflichtbewusstsein gegenüber ihrer Familie und ihrem Glauben. Als Ramborg und Erlend jedoch erkennen, dass Simon nie aufgehört hat, Kristin zu lieben, entfremden sich die beiden Familien.
Kristin macht sich zunehmend Sorgen über die Zukunft ihrer Söhne, die durch Erlends Fehlschlag um ihr Erbe gebracht wurden. In einem erbitterten Streit mit Erlend zu diesem Thema zieht Kristin einen unvorteilhaften Vergleich zwischen ihrem Gatten und ihrem Vater, dem es nicht nur gelang, sein Erbe zu erhalten, sondern auch zu vermehren – und das zu einer Zeit, in der alle Nachbarn ringsum Schulden aufnahmen und ihr Land an die Krone verloren. Tief getroffen verlässt Erlend das gemeinsame Heim und zieht nach Haugen, dem früheren Wohnsitz seiner Tante Aashild, wo diese von ihrem Ehemann ermordet wurde.
Kristin und Erlend versöhnen sich vorübergehend, nachdem der sterbende Simon am Krankenbett Kristin das Versprechen abnimmt, Erlend um Vergebung für ihre harschen Worte zu bitten. Kristin wird noch einmal schwanger, aber Erlend weigert sich, nach Jørundgård zurückzukommen, und besteht darauf, dass sie stattdessen zu ihm nach Haugen ziehen soll. Wütend und zutiefst verletzt, lässt Kristin den neugeborenen Sohn auf den Namen Erlend taufen. Dadurch begeht sie einen schweren Tabubruch, da ein lokaler Aberglaube besagt, dass ein Kind nicht nach einem lebenden Verwandten benannt werden darf, da sonst einer der beiden sterben wird. Kristins Umfeld und auch Erlend interpretieren diese Entscheidung als endgültigen Bruch mit Erlend – für sie ist er so gut wie tot. Der Aberglaube bewahrheitet sich; in dem Moment, in dem das Kind den Namen des Vaters erhält, beginnt es zu schwächeln und stirbt bald darauf.
Eine große Stütze in dieser Zeit ist Kristin ihr Vorarbeiter. Als dessen Ehe scheitert, führt jedoch die Eifersucht seiner Ehefrau dazu, dass Kristin öffentlich des Ehebruchs und der Mitschuld am Tod ihres Kindes beschuldigt wird. Ihre Söhne eilen ihr zu Hilfe und ihr zweitjüngster Sohn Lavrans reitet los, um Erlend zu benachrichtigen. Erlend bricht sofort auf, um die Situation aufzuklären, wird aber bei seiner Rückkehr zum Hof im Streit mit den Einheimischen erschlagen und stirbt, nachdem er Kristins Unschuld bezeugt hat, in ihren Armen, bevor er einem Priester seine Sünden beichten kann.
Kristin übergibt das Gut an ihren dritten Sohn und dessen Ehefrau und geht nach Trondheim, wo sie als Laienschwester im Reins Kloster aufgenommen wird. Als Norwegen 1349 von der Pest heimgesucht wird, widmet sich Kristin der Pflege der Kranken. Sie erfährt vom Pesttod ihrer zwei ältesten Söhne und fällt kurz darauf selbst der Pest zum Opfer. Zuvor gelingt ihr aber noch die Verhinderung eines Menschenopfers durch verzweifelte Einheimische, die in einer Rückkehr zum heidnischen Brauchtum ihren letzten Ausweg sehen. So kann Kristin in Frieden mit ihrem Gott sterben.

### Verwandte Werke
Undset schrieb eine Tetralogie, Olav Audunssohn, die zur selben Zeit wie Kristin Lavranstochter spielt. Am Ende des Abschnitts Die Schlangengrube treten Kristins Eltern kurz in Erscheinung. Sie werden als glückliches, wohlhabendes, frisch verheiratetes Paar dargestellt, wie sie, noch vor Kristins Geburt, in ihrem ersten gemeinsamen Heim in Skog mit ihrem kleinen Sohn spielen. Das Glück des jungen Paares in dieser Zeit steht im starken Kontrast zum unglücklichen Leben Olafs, der Hauptfigur der Tetralogie. Doch auch Kristins Eltern werden schließlich alle ihre Söhne noch im Kindesalter verlieren und von vielen Schicksalsschlägen getroffen werden.

## Figuren inKristin Lavranstochter
- Kristin Lavranstochter, die Protagonistin
- Lavrans Bjørgulfssohn, ihr Vater (auch bezeichnet als Lavrans Langmandssohn)
- Ragnfrid Ivarstochter, Kristins melancholische Mutter
- Simon Darre (auch genannt Simon Andresson), zuerst mit Kristin verlobt, später ihr Schwager
- Erlend Nikulaussohn, Kristins gutaussehender und rücksichtsloser Verführer und späterer Ehemann
- Ulvhild Lavranstochter, Kristins jüngere Schwester, nach einem Unfall gelähmt
- Ramborg Lavranstochter, Kristins jüngste Schwester, später verheiratet mit Simon Darre
- Åashild Gautestochter, eine weise, in Magie und Heilkunst geübte Frau, Kristins Freundin und Erlends Tante; von einigen wird sie verdächtigt, ihren ersten Ehemann vergiftet zu haben
- Arne Gyrdsohn, Kristins Kindheitsfreund und Ziehbruder
- Sira Eirik, Gemeindepfarrer in Jørundgaard
- Bruder Edvin, ein reisender Mönch; Kristins Freund und geistlicher Mentor
- Bentein Priesterssohn, Sira Eiriks Enkel; er versucht Kristin zu vergewaltigen und tötet später Arne
- Gunnulf Nikulaussohn, Erlends Bruder, ein Priester
- Frau Gunna, Kristins Nachbarin und Hebamme
- Sira Eiliv, Gemeindepfarrer in Husaby, Erlends Heimat
- Eline Ormstochter, Erlends ehemalige Geliebte und Mutter seiner zwei unehelichen Kinder; sie hat für Erlend ihren Ehemann verlassen
- Orm, Sohn von Erlend und Eline, Kristins Stiefsohn
- Margret, Tochter von Erlend und Eline, Kristins Stieftochter
- Sunniva Olavstochter, Ehefrau Thorolfs; eine kurze Affäre mit Erlend hat tragische Folgen
- Brynhild Fluga (auch genannt Brynhild Jonstochter), Bordellbesitzerin in Oslo und Mutter von zwei von Munan Baardsohns Kindern; ermöglicht heimliche Treffen zwischen Erlend und Kristin während Kristins Zeit in Nonneseter
- Naakve, Bjørgulf, Gaute, Ivar, Skule, Lavrans, Munan, und Erlend, Kristins und Erlends Söhne (Ivar und Skule sind Zwillinge).

Undset lässt in dieser Trilogie auch einige historische Figuren auftreten:
- Magnus Eiriksson, König von Norwegen (Magnus VII) und Schweden (Magnus II) zwischen 1319 und 1343
- Ingebørg Haakonsdatter, Magnus Eirikssons Mutter
- Knud Porse, Ingebørg Haakonsdatters zweiter Ehemann
- Erling Vidkunsson, norwegischer Reichsverweser von 1322 bis 1330 unter König Magnus. In diesem Roman ist er mit Erlend verwandt.
- Munan Baardson, Freund von Ingebørg Haakonsdatter und Knud Porse. In diesem Roman ist er ein Sohn Ashilds und Cousin Erlends.
- Jon und Sigurd Haftorsson, Magnus Eirikssons Cousins, die ihn vom Thron stürzen wollen
- Paal Baardson, norwegischer Kanzler 1330, ein Gegenspieler von Erling Vidkunssøn

## Rezeption
Gelobt wird Undset vor allem für die Detailtreue, mit der sie in dieser Trilogie Norwegens mittelalterliche Vergangenheit darstellt, für ihr nahtloses Verweben von Fiktion und historischen Fakten und ihre psychologischen Einblicke. Manche Kritiker bemängeln aber die altmodische Erzählweise sowie die Anwendung moderner Psychologie auf historische Figuren und attestieren Undsets Prosa einen Mangel an Stil. Gegen den letzten Vorwurf verteidigt sie Otto Reinert: die Anleihen, die Undsets Sprache an Vokabular, Syntax und Kadenzen des Altnordischen nimmt, wirken authentisch; das Tempo des Romans sei zwar langsam, fühle sich aufgrund der spannenden Handlung aber nicht so an, und die lyrische Qualität der deskriptiven Passagen erzeuge den Eindruck von Synästhesie. Durch ihren enzyklopädischen Zugang zum Erzählen im Sinne der epischen Tradition bestätigt Undset die Gesamtheit der empirischen Realität und wendet sich, so Reinert, implizit gegen den Solipsismus.
Dennoch geriet Undsets Trilogie gegen Ende des 20. Jahrhunderts außerhalb Skandinaviens beinahe in Vergessenheit. Erst die Veröffentlichung einer neuen Übersetzung ins Englische durch Tina Nunally führte 1997 wieder zu steigendem Interesse an Kristin Lavranstochter. Einen weiteren Beitrag zur erneuten Popularisierung des Romans leistete der amerikanische Schriftsteller William T. Vollmann. In einem Interview mit der New York Times nennt er die „willensstarke, sinnliche, selbstzerstörerische und letztlich grundsolide“ Kristin Lavranstochter als seine literarische Lieblingsfigur.
In der feministischen Rezeption wird der fehlende Zorn über die Priorität weiblicher Keuschheit im Patriarchat kritisiert. Besonderer Beliebtheit erfreut sich die Trilogie hingegen in katholischen Kreisen, wo Undsets Romane als seltenes Beispiel für die Möglichkeit einer unsentimentalen, aber dennoch empathischen Darstellung religiöser Figuren geschätzt werden. Dennoch wäre es grob verkürzt, die Trilogie deswegen als konservativ zu bezeichnen. Reinert sieht Kristin Lavranstochter nicht notwendigerweise als christlichen Roman, sondern als Roman, in dem der christliche Glauben der Hauptfigur den Kern der Geschichte ausmacht.

## Historischer Hintergrund
Undsets Beschreibung der Ethnologie, Geographie und Geschichte Norwegens im 14. Jahrhundert hat auch im Zug neuerer archäologischer und literarischer Erkenntnisse ihre Gültigkeit nicht verloren. Die akribische Sorgfalt ihrer Darstellung des mittelalterlichen Lebens rührt großteils von Undsets Vertrautheit mit der norwegischen Literatur und Kultur des Mittelalters (ihr Vater, Ingvald Martin Undset, war Archäologe) und ihrem überzeugten Bekenntnis zum Katholizismus. Der konsequente Realismus in Kristin Lavranstochter steht im Kontrast zu romantisierten Darstellungen des Mittelalters bei den Präraffaeliten und in der Artussage.

## Preise und Auszeichnungen
- Nobelpreis für Literatur, 1928

## Adaptionen
- Kristin Lavranstochter, 1995; Regie führte Liv Ullmann.

Der Film erhielt eine lauwarme Rezeption; ein häufiger Kritikpunkt war, dass er dem mittelalterlichen Schauplatz der Handlung nicht gerecht wird und eher die Gegenwart widerspiegelt. Der Film deckt nur das erste Buch der Trilogie ab. Da er aber von drei Viertel der norwegischen Bevölkerung gesehen wurde, wurde er zu einem kulturellen Ereignis und einem der größten heimischen Erfolge des norwegischen Kinos. Die Veröffentlichung des Films traf mit steigendem nationalen Interesse an Norwegens Geschichte während des Mittelalters zusammen und zementierte Kristin Lavranstochter und Sigrid Undset als wesentlichen Bestandteil der norwegischen Identität.

## Kulturelle Wirkung
- An mehreren Schauplätzen des Romans wurden Museen und Touristenattraktionen errichtet, unter anderem ein Freilichtmuseum in Jørundgard.
- Im Rahmen der Kristin Tage wird jährlich ein Kristin Lavranstochter gewidmetes Literaturfestival abgehalten.
- Die Handlung von Kristin Lavranstochter spielte eine wesentliche Rolle in dem 2007 mit einem Oscar ausgezeichneten animierten Kurzfilm The Danish Poet – Eine Liebesgeschichte.